# Транскалахарська автомагістраль
Транскалахарська автомагістраль — асфальтоване шосе, яке забезпечує прямий шлях від порту Волфіш-Бей і Віндгука в центральній Намібії через Ботсвану до Преторії в провінції Гаутенг у Південній Африці. Спочатку воно коштуваво приблизно 850 мільйонів намібійських доларів (115 мільйонів доларів США) і було офіційно відкрито у 1998 році.
Коридор також включає залізничні лінії від Волфіш-Бей до Гобабіса в Намібії та від Йоганнесбурга до Лобаце в Ботсвані. З’єднання двох залізничних ліній обговорювалося з 2010 року, у 2014 році було підписано угоду між двома країнами, але з того часу проект став економічно недоцільним.
Коридор Мапуту забезпечує подальший зв'язок від Гаутенга до Мапуту в Мозамбіку. Разом ці коридори утворюють унікальне дорожнє сполучення між Волфіш-Бей в Атлантиці та Мапуту в Індійському океані з’єднані регіони також відомі як коридор розвитку Волфіш-Бей–Ботсвана–Гаутенг–Мапуту.

## Маршрут
Маршрут Уолфіш-Бей–Віндгук–Лобаце–Преторія–Мапуту є маршрутом номер 40 у мережі регіональних магістральних доріг Співтовариства розвитку Південної Африки.
Коридор починається в прибережному місті Волфіш-Бей, прямуючи на північ дорогою B2 до прибережного міста Свакопмунд (відстань 35 км), де вона повертає на схід. Він прямує на схід від Свакопмунда через Карібіб до міста Окаханджа (відстань 290 км), де він досягає перетину з дорогою B1. На цьому перехресті B2 закінчується, і коридор перетворюється на B1 на південь. Весь відрізок від Уолфіш-Бей до Окаханджа ділиться з дорогою Уолфіш-Бей-Ндола-Лубумбаші (Коридор Транс-Капріві).
Від Окаханджа вона прямує на південь як дорога A1 (тобто ділянка автостради дороги B1) протягом 70 км до міста Віндгук (столиця Намібії), де досягає перетину з дорогою B6. На цьому перетині коридор переходить у східну трасу B6. Ділянка від Окаханджа до Віндгука є спільною з шосе Триполі–Кейптаун.
З Віндгука коридор прямує на схід як B6 на 315 км, через Гобабіс, до прикордонного міста Буйтепос, де вона перетинає державний кордон у східному напрямку, щоб в’їхати в Ботсвану та стати дорогою A2. Від Buitepos коридор прямує на схід-південний схід як A2 на 750 км, через Джваненг, до прикордонного міста Лобаце. Одразу після Лобаце, у Скілпадшеку, коридор перетинає державний кордон у східному напрямку, в’їжджає в Південну Африку та стає дорогою N4 (Платинове шосе).
Від Скілпадшека коридор прямує на схід як N4 на 285 км, через Рустенбург, до Преторії (Тшване; столиця Південної Африки), де Транскалахарський коридор закінчується на розв'язці з дорогою N1. Потім N4 продовжує рух на схід від Преторії до кордону з Мозамбіком у Коматіпорті (відстань 415 км), як частина коридору Мапуту, що завершує маршрут від Волфіш-Бей до Мапуту.